# Listă de scriitori senegalezi
Aceasta este o listă de scriitori senegalezi.

## A – G
- Maïmouna Abdoulaye (* 1949)
- Christine Adjahi Gnimagnon
- Berte-Evelyne Agbo
- Emilie Anifranie Ehah
- Clotilde Armstrong (* 1929)
- Mariama Bâ (1929–1981)
- Mariama Barry
- Sokhna Benga
- Jacqueline Fatima Bocoum
- Ken Bugul (* 1947)
- Francy Brethenoux-Seguin
- Aïssatou Cisse
- Aïssatou Cissokho
- Aïssatou Diagne Deme
- Nafissatou Dia Diouf (* 1973)
- Lamine Diakhaté (1928–1987)
- Nafissatou Niang Diallo (1941–1982)
- Aïssatou Diam
- Mame Younousse Dieng
- Aminata Sophie Dièye (* 1973)
- Fatou Diome (* 1968)
- Birago Diop
- Boubacar Boris Diop (*1946)
- Cheikh Anta Diop
- Coumba Diouf
- Aïsha Diouri (* 1974)
- Khadi Fall (* 1948)
- Kimé Dirama Fall
- Absa Gassama

## H – O
- Khadidjatou (Khady) Hane
- Sylvie Kande
- Cheikh Hamidou Kane
- Ayavi Lake (* 1980)
- Aminata Maïga Ka (1940–2005)
- Tita Mandeleau (* 1937)
- Annette Mbaye d’Erneville (* 1926)
- Ndiaye Ibrahima
- Ndèye Comba Mbengue Diakhaté
- Diana Mordasini
- Aminata Ndiaye (* 1974)
- Catherine N’Diaye (* 1952)
- Marie NDiaye (* 1967)
- Fatou Sow Ndiaye
- Ndèye Doury Ndiaye (* 1936)
- Mariama Ndoye
- Anne Marie Niane (* 1950)
- Djibril Tamsir Niane (* 1932)
- Mame Bassine Niang (* 1951)
- Fatou Niang Siga (* 1932)
- Sembène Ousmane (* 1923)

## P – Z
- Valérie Pascaud-Junot
- Anne Piette (* 1943)
- Mama Seck Mbacke
- Abdoulaye Sadji (1910–1961)
- Ousmane Sembène (1923–2007)
- Fama Diagne Sène (* 1969)
- Léopold Sédar Senghor (1906–2001)
- Aminata Sow Fall (* 1941)
- Amina Sow Mbaye (* 1937)
- Khady Sylla (* 1963)
- Abibatou Traoré (* 1973)
- Marie Rose Turpin (* 1957)
- Myriam Warner Vieyra (* 1939)